# Substytucja językowa
Substytucja językowa – zjawisko językowe, polegające na tym, że głoska bardziej rozpowszechniona jest zastępowana rzadziej występującym allofonem i będące najczęściej wynikiem wad wymowy, na przykład spółgłoska [r] (r językowe) zastępowana jest spółgłoską [R] (r języczkowe). 
Substytucją językową nazywamy także (głównie w językoznawstwie amerykańskim) zastąpienie części wyrażenia przez element gramatycznie równoważny.